# Edward P. Jones
Pour les articles homonymes, voir Edward Jones et Jones.
Edward Paul Jones, né le 5 octobre 1950 à Washington, est un écrivain américain.

## Biographie
Edward P. Jones se fait connaître du grand public avec Le Monde connu, roman récompensé par de nombreux prix comme le prix Pulitzer et le National Book Critics Circle Award.